# Live in Liverpool (album Gossip)
Live in Liverpool – drugi koncertowy album amerykańskiej grupy rockowej Gossip, został wydany 7 grudnia 2007 podczas trasy koncertowej zespołu w Australii. Wydano tylko 4 000 kopii płyty kompaktowej. 15 kwietnia 2008 wydano CD/DVD z koncertu w Liverpoolu, Gossip wyruszyło wówczas na mini trasę w Stanach Zjednoczonych (Nowy Jork, San Francisco i Los Angeles).

## Lista utworów
1. "Eyes Open"
2. "Yr Mangled Heart"
3. "Swing Low"
4. "Are You That Somebody?"
5. "Fire/Sign"
6. "Coal to Diamonds"
7. "Jealous Girls"
8. "Keeping You Alive"
9. "Don't Make Waves"
10. "Yesterday's News"
11. "Standing in the Way of Control"
12. "Listen Up"
13. "Careless Whisper"

## Wykonawcy
- Beth Ditto - wokal, fortepian
- Brace Paine - gitara, bass
- Hannah Blilie - perkusja